# 小名浜南富岡
小名浜南富岡（おなはま みなみとみおか）は、福島県いわき市の大字である。郵便番号は971-8112。

## 地理
いわき市南東部の小名浜地区に属し、地区中部に位置する。東で小名浜大原、小名浜、南で泉町滝尻、西から北にかけ泉町本谷とそれぞれ隣接する。概ね町村制施行以前の磐前郡南富岡村の流れを汲む地域である。藤原川中下流域右岸の平地と西側の丘陵地を範囲とする。南東部の平野部は小名浜郊外の住宅地として人家が広がり、北部の平地は水田が広がる。小名浜岡小名内に所在するいわき東警察署及び小名浜に所在する小名浜消防署がそれぞれ管轄にあたる。

### 主な字
字
- 真石
- 道陸神

- 薬師前
- 北ノ内

- 仲之内
- 小野作

- 富士前
- 下ノ前

- 中前
- 富士下

### 河川
- 藤原川
  - 矢田川

## 歴史
- 1879年1月27日 - 湯長谷藩領南富岡村が福島県内における郡区町村制の施行により磐前郡の村となる[4]。
- 1889年4月1日 - 町村制の施行により南富岡村が住吉村、林城村、相子島村、大原村、岡小名村、島村、金成村、岩出村、野田村と合併し、磐前郡玉川村が発足する。旧南富岡村域は玉川村の大字となる[4]。
- 1896年4月1日 - 磐前郡と周辺郡との合併により石城郡が発足し、石城郡玉川村となる[4]。
- 1931年8月15日 - 石城郡小名浜町に編入され、小名浜町の大字となる[4]。
- 1954年3月31日 - 小名浜町が泉町、渡辺村、江名町と合併、磐城市が発足し、磐城市の大字となる[4]。
- 1966年10月1日 - 磐城市が平市・常磐市・内郷市・勿来市、石城郡小川町・遠野町・四倉町・川前村・田人村・好間村・三和村、双葉郡久之浜町・大久村と合併しいわき市となり、いわき市小名浜地区の大字となる[4]。

## 世帯数と人口
2023年10月31日現在の世帯数と人口は以下の通りである。
| 大字         | 世帯数  | 人口  |
| ------------ | ------- | ----- |
| 小名浜南富岡 | 385世帯 | 724人 |

## 小・中学校の学区
市立小・中学校に通う場合、学区は以下の通りとなる。
| 番地 | 小学校                   | 中学校                     |
| ---- | ------------------------ | -------------------------- |
| 全域 | いわき市立小名浜西小学校 | いわき市立小名浜第一中学校 |

## 交通

### 道路
- 国道6号常磐バイパス
  - 南富岡トンネル
  - 南富岡橋
- 福島県道20号いわき上三坂小野線
  - 泉トンネル（トンネルが一部かすめるのみ）

## 施設
- 磐城中央病院
- 小名浜鹿島神社
- 小名浜配水場